# Isola di Čkalov
L'isola di Čkalov (in russo Остров Чкалова?) è un'isola della Russia nella parte meridionale del mare di Okhotsk. Amministrativamente appartiene al Nikolaevskij rajon del kraj di Chabarovsk, nel Circondario federale dell'Estremo Oriente. L'isola, che si chiamava precedentemente Udd (остров Удд), ha preso il nome del pilota Valerij Pavlovič Čkalov, eroe dell'Unione Sovietica.

## Geografia
L'isola di Čkalov è un'isola costiera nel golfo di Sachalin, a nord della foce dell'Amur, che chiude a nord-est il golfo Sčast'ja assieme all'isola di Bajdukov, che si trova 2 km a sud-est. L'isola di Čkalov dista 5,5 km dalla terraferma e si trova di fronte all'isola di Sachalin; è lunga circa 20 km e larga 1 km.

### Fauna
Sull'isola vi sono molti uccelli, tra cui il piovanello pancianera, il gambecchio collorosso, il chiurlo piccolo, il piro-piro piccolo e la pittima minore. Nelle acque circostanti sono comuni i beluga.

### Isole adiacenti
- Isola Kevor (остров Кевор), piccola isola a nord-ovest (53°26′36″N 141°04′36″E).
- Isole Dygruž (остров Дыгруж) o anche Čaečnye (Чаечные), gruppo formato da una piccola isola e due isolotti, a sud-ovest (53°26′36″N 141°04′36″E).

## Storia
Valerij Čkalov, a bordo del Tupolev ANT-25, assieme a Georgij Filippovič Bajdukov e Alexander Vasil'evič Beljakov, sbarcò sull'isola il 22 luglio 1936 durante il volo non-stop sulla tratta Mosca-Terra di Francesco Giuseppe-Severnaja Zemlja-Petropavlovsk-Kamčatskij di 9374 km, atterrando dopo 56 ore e 20 minuti. Per riprendere il volo, dovettero costruire una pista lunga 500 metri. In ricordo dello sbarco, sull'isola di Čkalov c'è un monumento. Nel 2006, in onore del 70º anniversario del volo, il pilota Anatolij Nikolaevič Kvočur ha guidato il caccia multiruolo Sukhoi Su-30 sullo stesso percorso. Nel 2011, per il 75º anniversario, il volo è stato ripetuto con due pendolari ultraleggeri.